# Thể đa bội

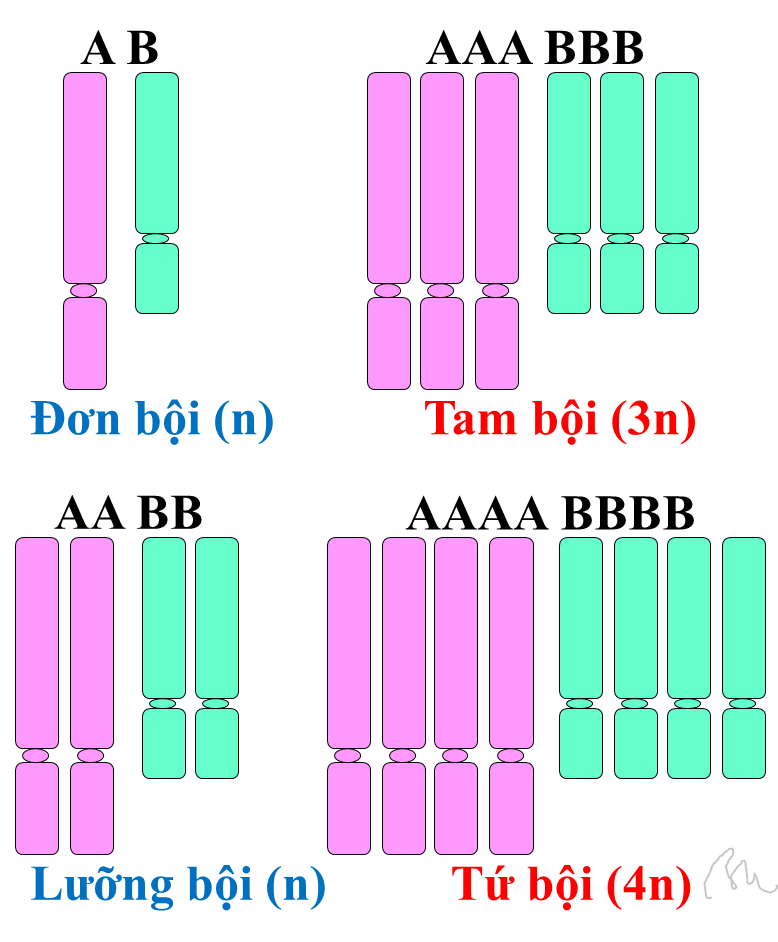
Hình đầu trang: Sơ đồ các bộ nhiễm sắc thể thường gặp với 2 NST khác nhau (kí hiệu A và B); trong đó có đơn bội (AB), lưỡng bội (AABB) là bình thường; còn tam bội (3n) và tứ bội (4n) là đa bội.

Đa bội là việc tế bào, mô hay cơ thể sinh vật có số bộ nhiễm sắc thể là bội số của n lớn hơn 2n của bộ đơn bội., , 
Đây là thuật ngữ trong di truyền học, trong tiếng Anh là polyploidy, trong đó từ "ploidy" (phiên âm quốc tế: /ˈploidē/, tiếng Việt: plôi-đy) nghĩa là đơn bội, dùng để chỉ số lượng một bộ nhiễm sắc thể, thường kí hiệu là n; còn từ "poly" nghĩa là nhiều.
Như vậy, khái niệm "đa bội" bao hàm sự tăng số lượng của cả bộ nhiễm sắc thể.

## Khái niệm cơ bản
- Phần lớn các loài sinh vật nhân thực (Eukaryote) là dạng lưỡng bội (kí hiệu là 2n), nghĩa là chúng có hai bộ nhiễm sắc thể đơn bội (n), trong đó n nhiễm sắc thể có nguồn gốc từ bố, còn n nhiễm sắc thể kia nhận từ mẹ. Tuy nhiên, người ta đã phát hiện nhiều loài sinh vật mà tế bào xôma của chúng có 3n (tam bội), 4n (tứ bội), 5n (ngũ bội) v.v. Những dạng như thế gọi là đa bội (xem minh hoạ ở hình đầu trang).
- Tế bào có bộ nhiễm sắc thể đa bội được gọi là tế bào đa bội. Tập hợp tế bào cùng chức năng cùng có bộ nhiễm sắc thể đa bội được gọi là mô đa bội. Cả một cơ thể cấu tạo từ các mô đa bội được gọi là thể đa bội, đôi khi cũng gọi là đa bội thể.
- Quá trình làm cho tế bào, mô hoặc cơ thể có bộ nhiễm sắc thể được tăng bội lên trở thành dạng đa bội, thì gọi là đa bội hoá. Sự đa bội hoá có thể là tự nhiên phát sinh hoặc do con người chủ động tạo ra (đa bội hoá nhân tạo).

## Các dạng đa bội
Dựa vào nguồn gốc bộ đơn bội trong thể đa bội, người ta phân biệt các dạng đa bội theo sơ đồ sau (hình 1).

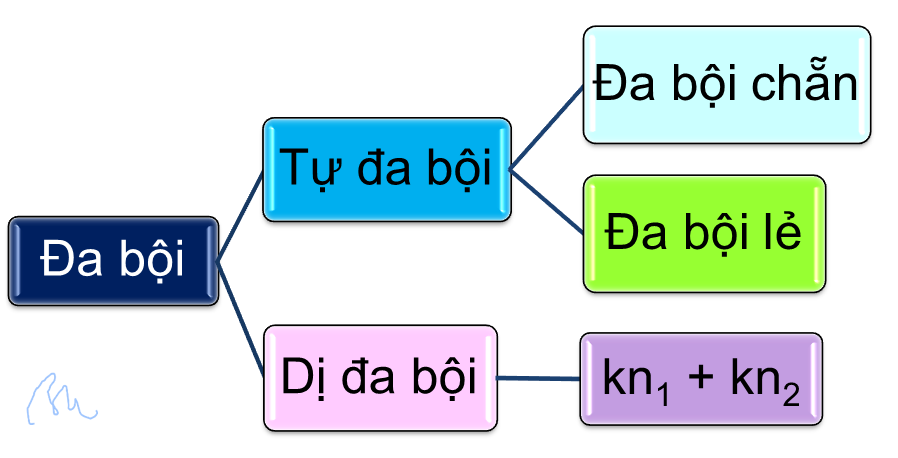
Hình 1: Các dạng đa bội.

- Thể tự đa bội là cơ thể đa bội có bộ nhiễm sắc thể cùng loài, nghĩa là các nhiễm sắc thể đều có khả năng tạo thành cặp tương đồng.

- Nếu số cặp nhiễm sắc thể là số lẻ (3n, 5n,...) người ta gọi là đa bội lẻ.
- Nếu số cặp nhiễm sắc thể là số chẵn (4n, 6n,...) thì gọi là đa bội chẵn., 
- Dạng đa bội còn có thể gặp khi tế bào hoặc cơ thể có bộ nhiễm sắc thể gồm hai hay nhiều hơn bộ nhiễm sắc thể của hai loài khác nhau. Trường hợp này gọi là dị đa bội. Khi tế bào hoặc cơ thể đa bội chứa 2 bộ nhiễm sắc thể lưỡng bội của hai loài khác nhau, người ta gọi là song lưỡng bội. Lúc này, bộ nhiễm sắc thể của nó có thể biểu diễn = 2n1 + 2n2, như cây cải bắp lai cải củ (Brassicaraphanus).

### Thể tự đa bội thực vật
Ở thực vật, hiện tượng đa bội rất phổ biến và có nhiều kiểu.
- Thể tam bội (3n) thường gặp nhất là dưa hấu không hạt (hình 2).
- Thể tứ bội (4n) như cây bông (Gossypium hirsutum, hình 3).
- Thể ngũ bội (5n) như bạch dương giấy (hình 4).
- Thể lục bội (6n) như lúa mì, dương đào (cho quả kiwi, hình 5).
- Thể bát bội (8n) gặp nhiều ở các loài Thược dược (hình 6).
- Thể thập bội (10n) gặp ở dâu tây (hình 7).
- Thể thập nhị bội (12n) ví dụ như cây mào gà đỏ, mào gà trắng.

Nhiều loài thực vật bậc thấp như dương xỉ là thể đa bội cao, 84% số loài rêu đã nghiên cứu cũng là thể đa bội cao có thể có tới 24n., 

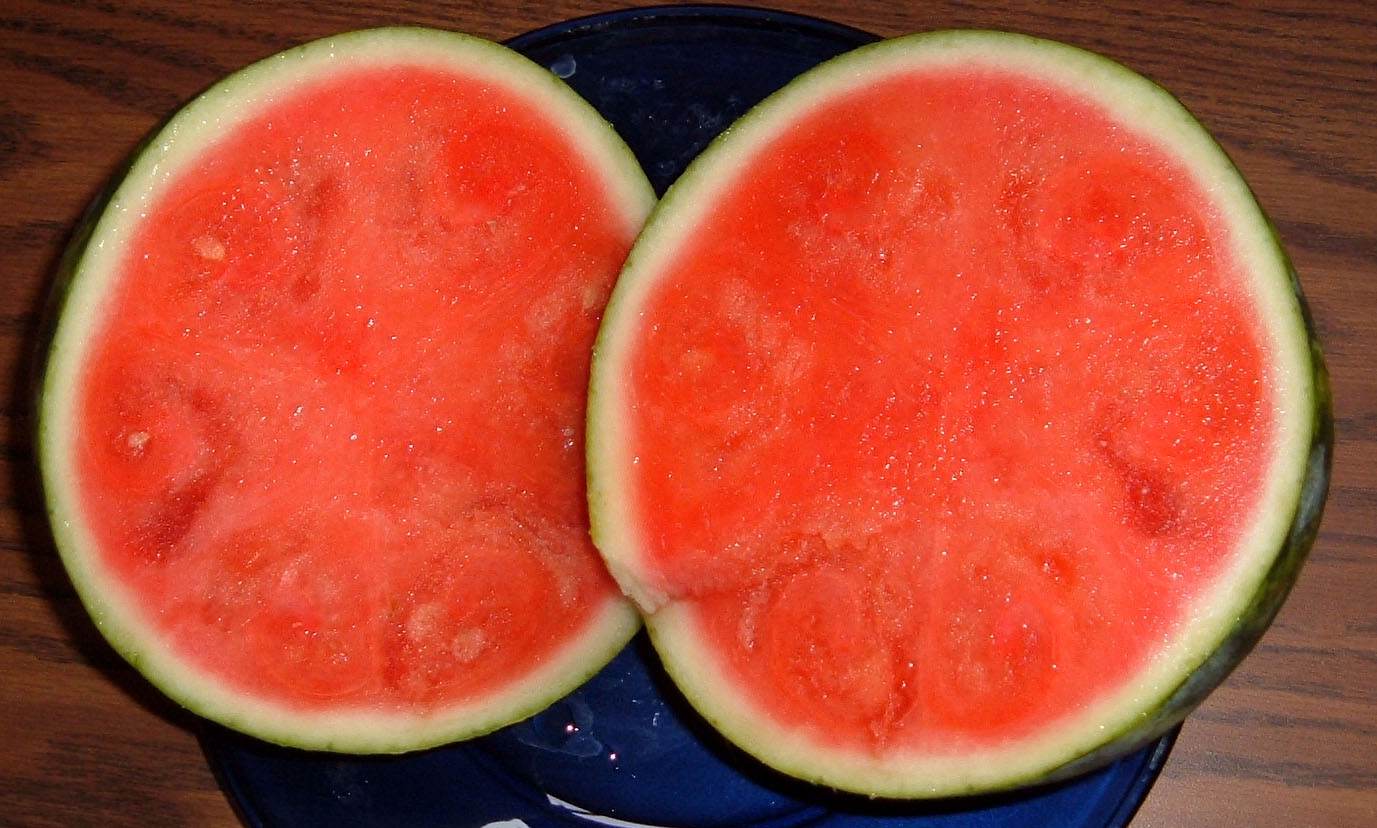
Hình 2: Dưa hấu 3n không hạt.
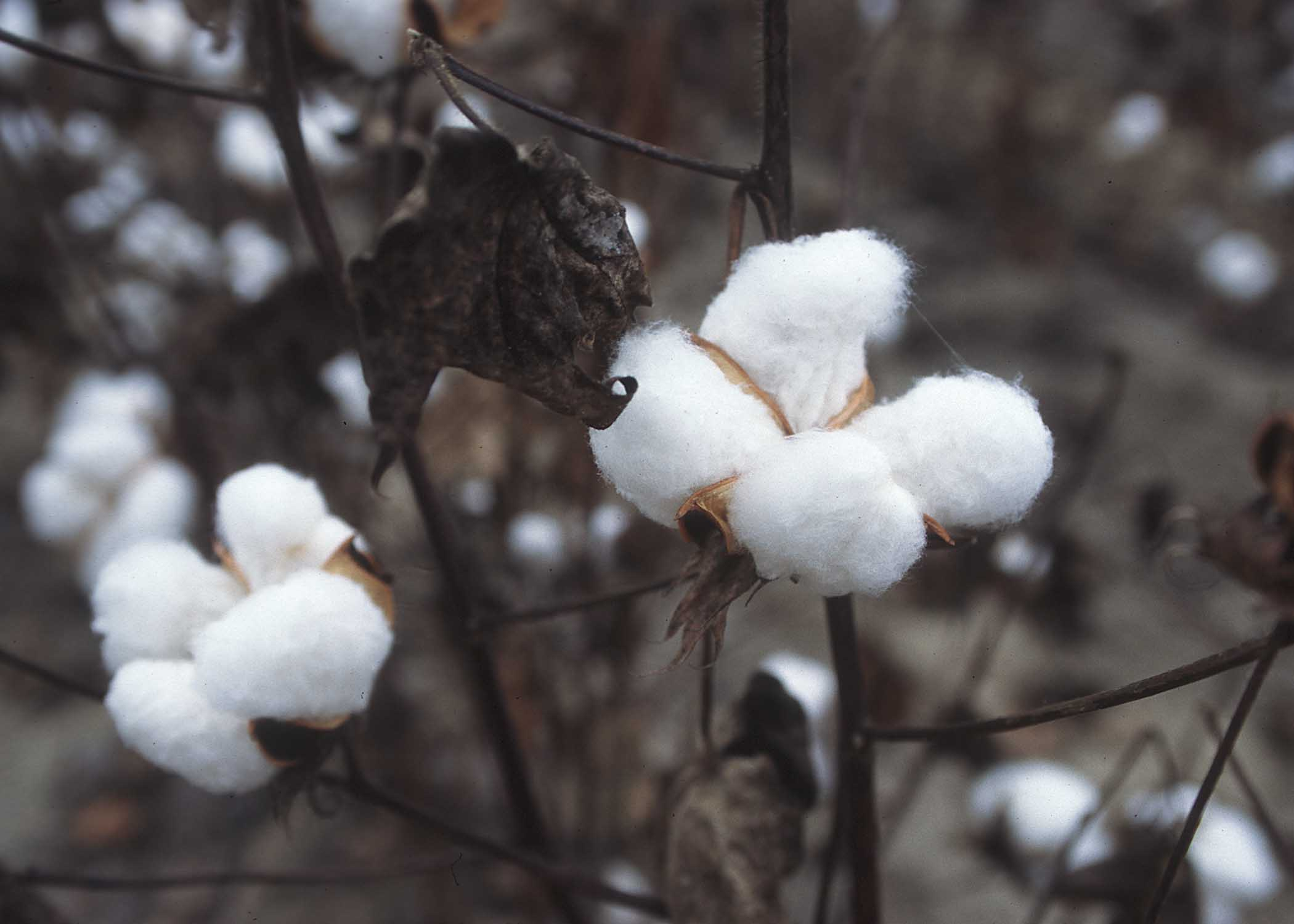
Hình 3: Cây bông là dạng 4n.
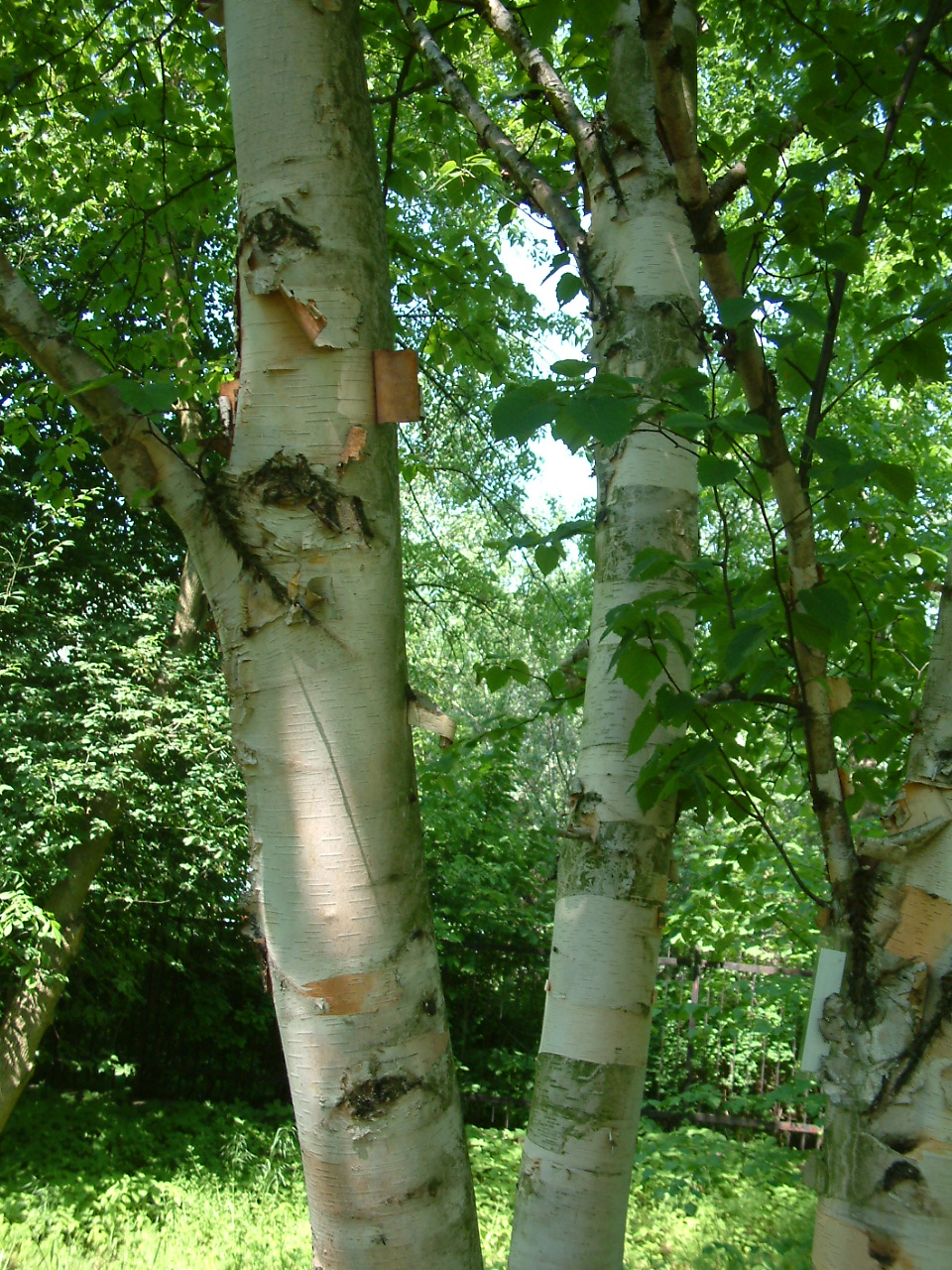
Hình 4: Cây bạch dương giấy 5n.
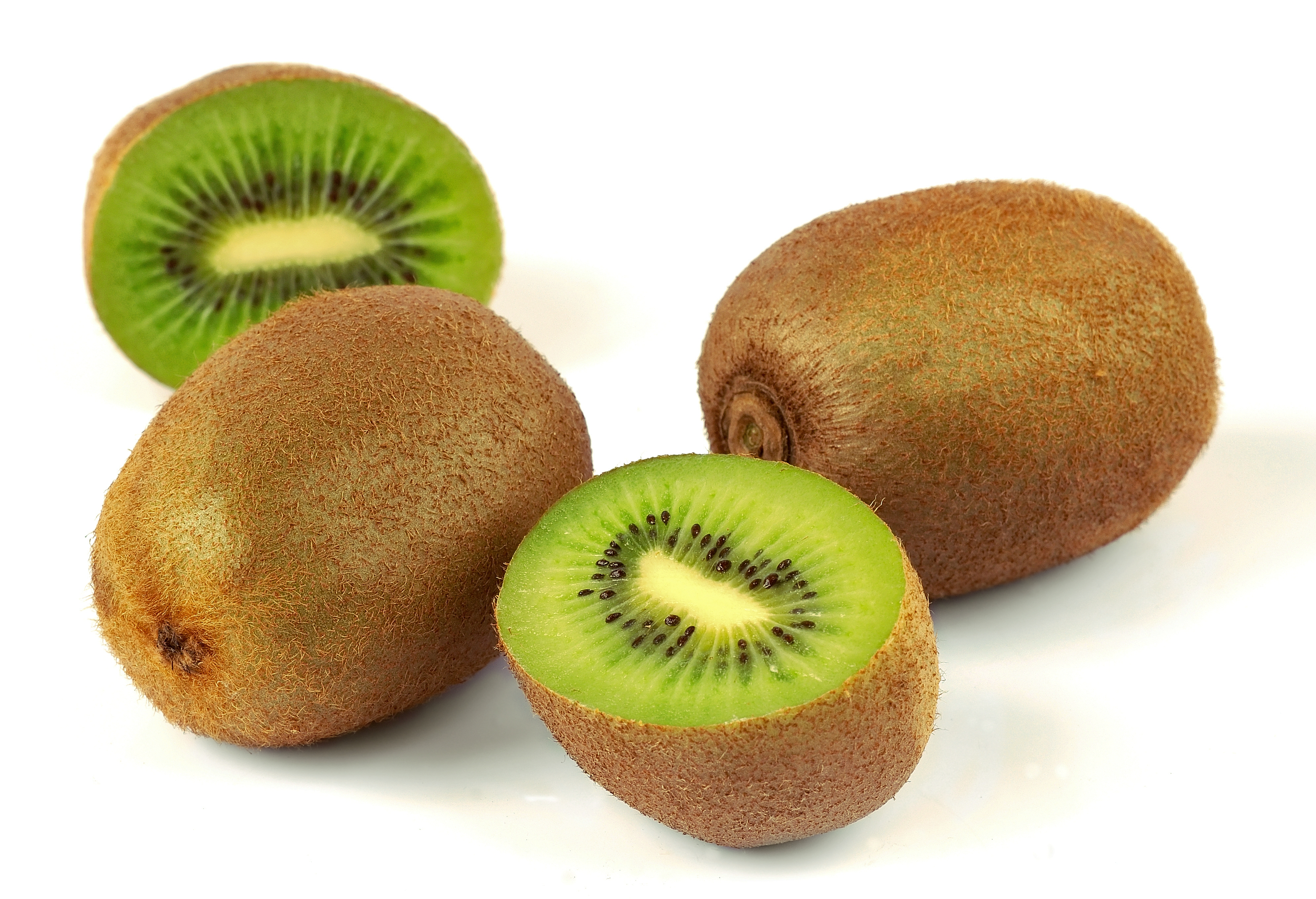
Hình 5: Dương đào (quả kiwi) có 6n.
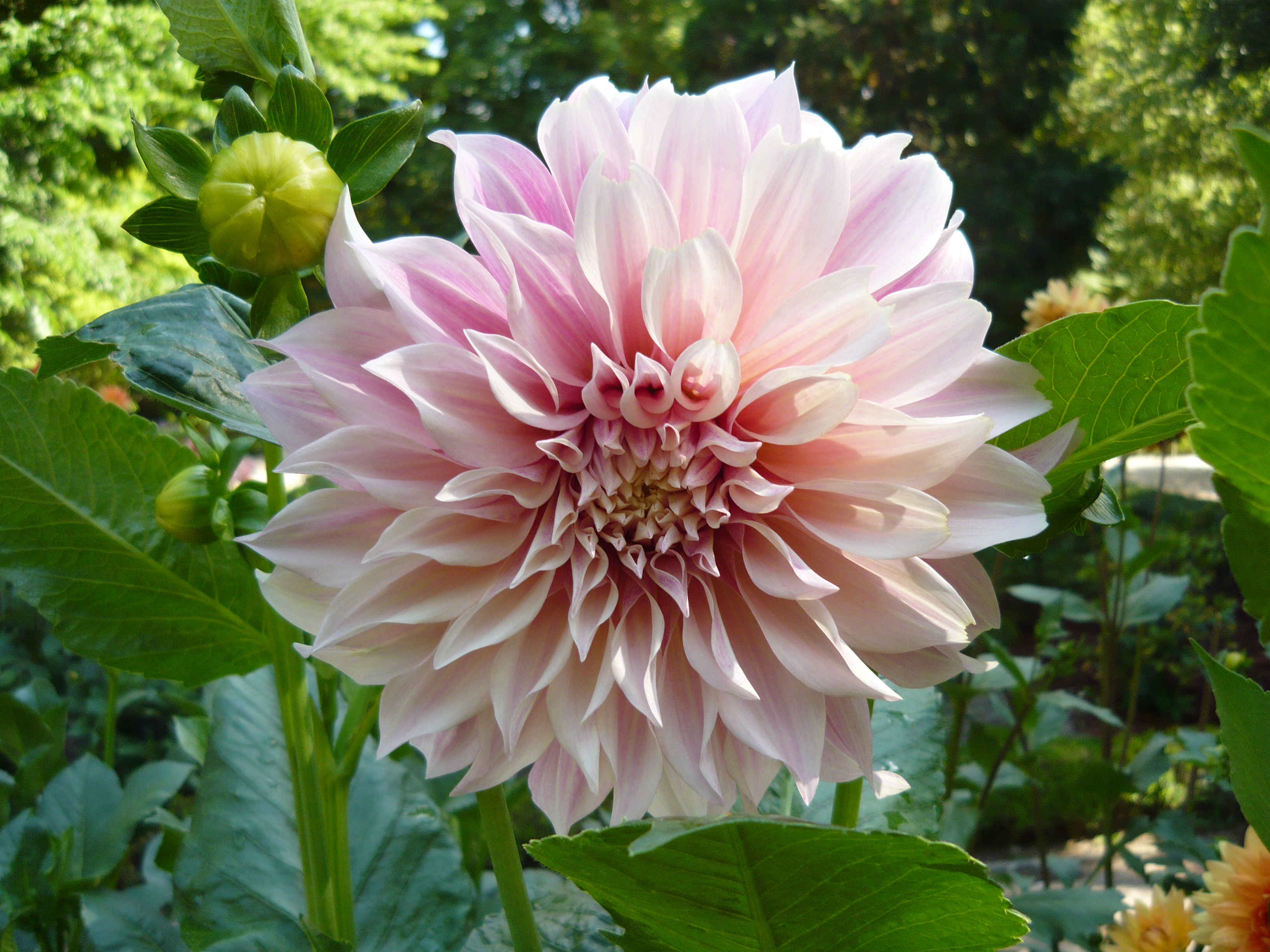
Hình 6: Cúc thược dược có 8n.
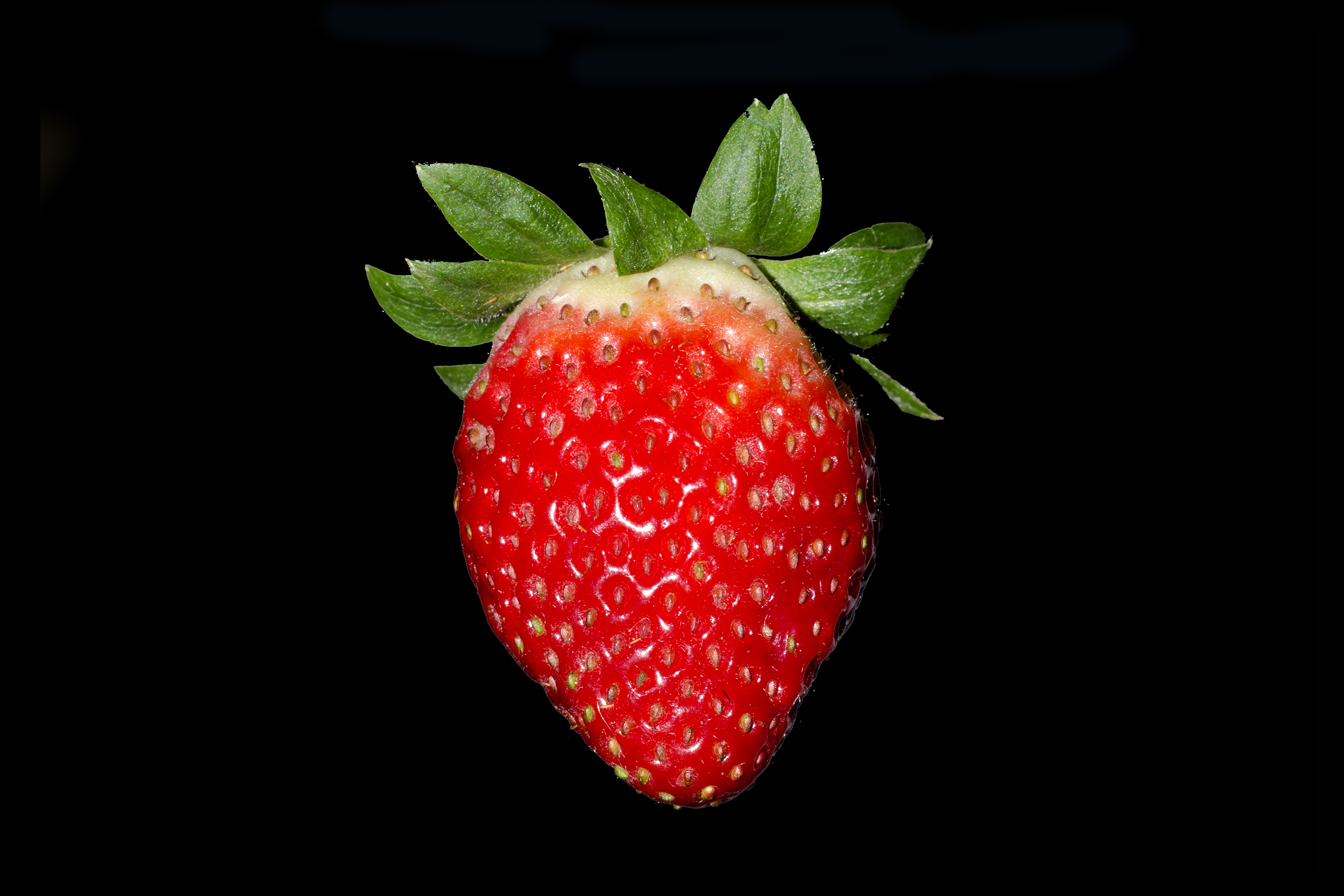
Hình 7: Dâu tây mang tới 10n.

### Thể tự đa bội động vật
Ở động vật, thể tự đa bội ít gặp hơn nhiều ở thực vật. Chủ yếu thường gặp là dạng đa bội chẵn ở các nhóm động vật bậc thấp, như: thể tứ bội (4n) ở cá hồi (Salmonidae, hình 8); thể bát bội (8n) như ở cá tầm (chi Acipenser, hình 9); thể thập nhị bội (12n) ở ếch Uganđa (Xenopus ruwenzoriensis, hình 10).

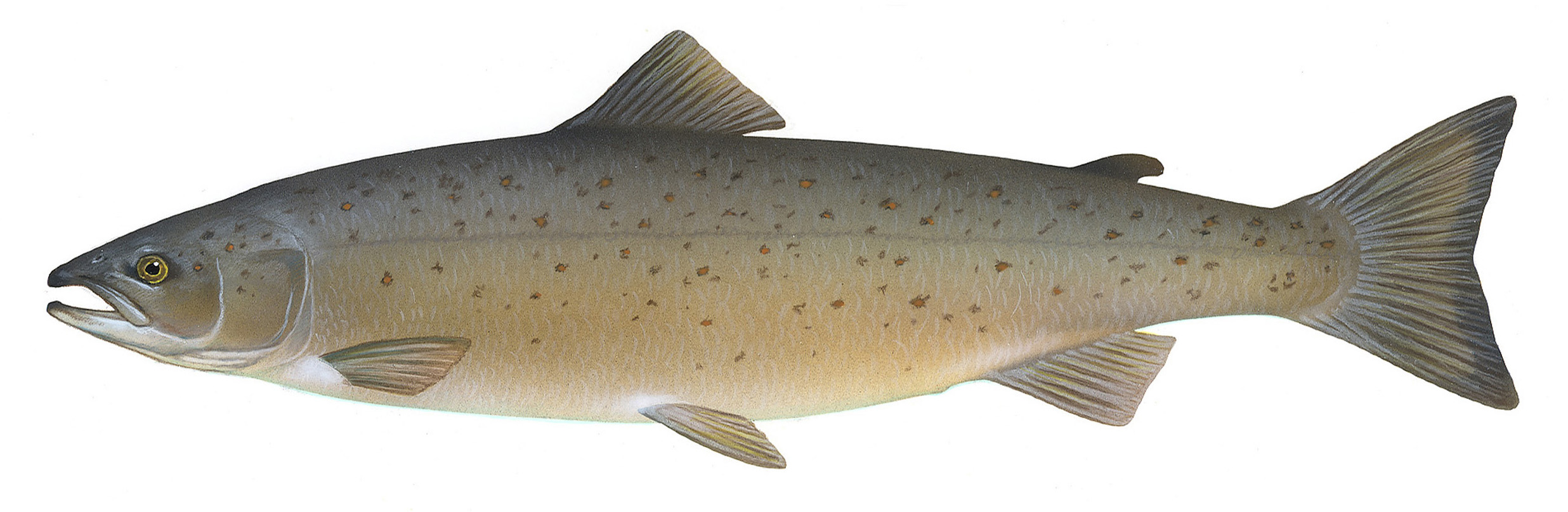
Hình 8: Cá hồi ở dạng 4n.
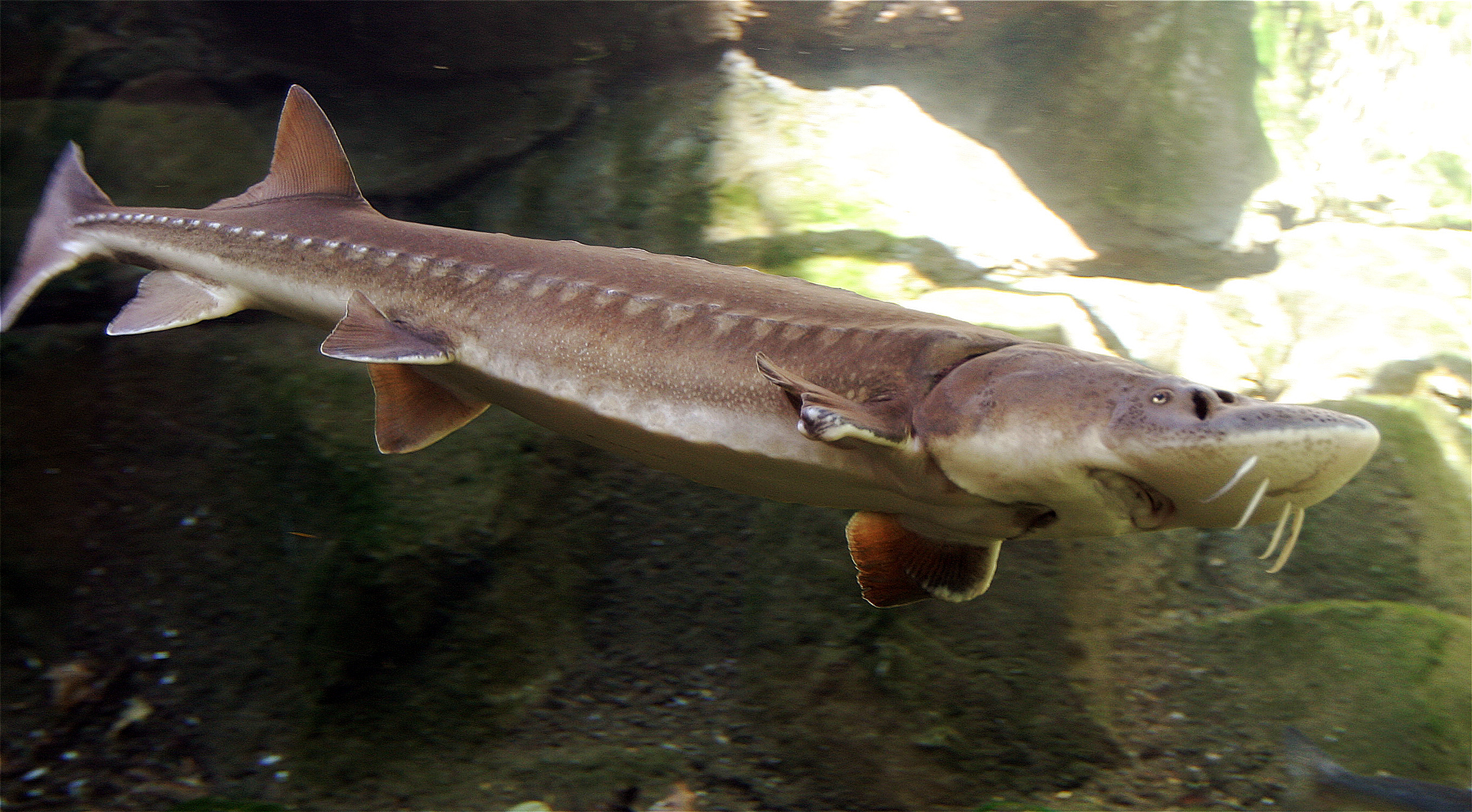
Hình 9: Cá tầm là dạng 8n.
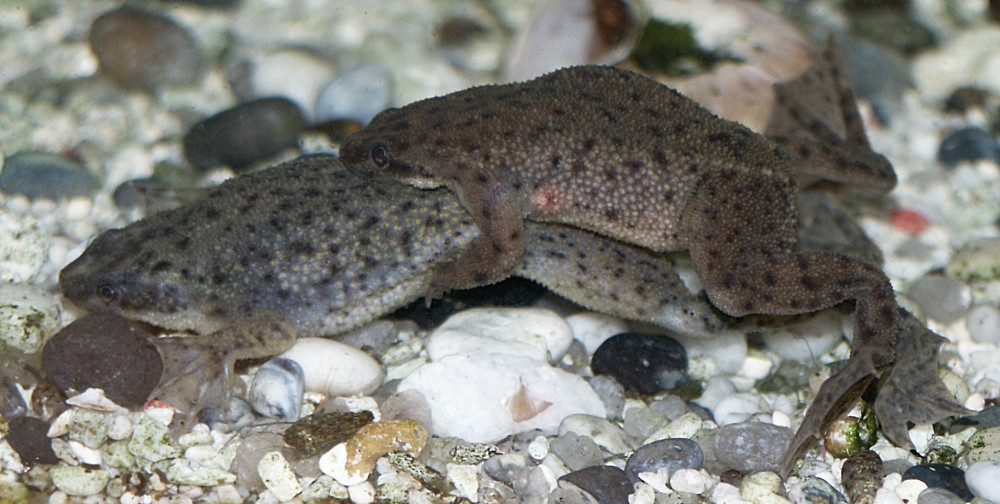
Hình 10: Ếch Uganđa 12n.
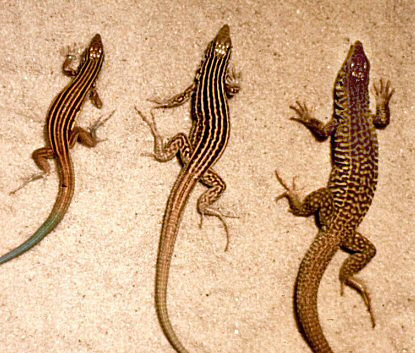
Hình 11: Nhiều loài thằn lằn là 3n.

Cũng có loài cá là thể đa bội cao có tới 400 nhiễm sắc thể. Ở những loài động vật không xương sống, thì thể đa bội khá phổ biến, như giun dẹp, đỉa và tôm nước lợ. Nhiều loài thằn lằn là đa bội lẻ đều là giống cái, trinh sản rất mạnh.
- Cũng có khi, đa bội chỉ tồn tại ở một mô. Ví dụ như một số mô của người có dạng đa bội,[8] thì hiện tượng này là mô đa bội trong một cơ thể lưỡng bội. Nếu cơ thể bình thường (lưỡng bội chẳng hạn) lại chứa cả một bộ phận đa bội, thì cơ thể đó gọi là thể khảm đa bội.[3]
- Sinh vật nhân sơ (Prokaryote) có DNA-vùng nhân được xem là nhiễm sắc thể thường là thể đơn bội. Nhưng một số loài vi khuẩn là nhân sơ cũng có dạng đa bội, như vi khuẩn Epulopiscium fishelsoni là dạng đặc biệt của tế bào xôma đa bội.[9]

## Nguyên nhân và cơ chế

### Nguyên nhân
- Tự đa bội ở thực vật thường tự nhiên phát sinh, không có sự can thiệp của con người. Đó là đa bội hoá tự nhiên.
- Con người có thể dùng tác nhân đột biến gây đa bội nhân tạo. Tác nhân này có thể là tia bức xạ, sốc nhiệt, hoá chất (như colchicine), gây rối loạn nội bào làm mọi cặp nhiễm sắc thể không phân li sau khi đã nhân đôi.
- Dị đa bội thường do lai xa, sau đó cơ thể lai xa được đa bội hóa.

### Cơ chế
- Cơ chế phát sinh tự đa bội:

1. Khi phân bào, bộ nhiễm sắc thể nhân đôi nhưng mọi cặp tương đồng không phân li, tạo giao tử 2n. Các giao tử không giảm nhiễm này kết hợp với nhau trong thụ tinh, tạo thành hợp tử 4n (xem hình 12). Nếu giao tử không giảm nhiễm này (2n) kết hợp với giao tử bình thường (đơn bội) thì có thể tạo ra thể tam bội (3n).
2. Trong lần nguyên phân đầu tiên của hợp tử 2n, bộ nhiễm sắc thể nhân đôi nhưng không phân li, từ đó tạo thành phôi 4n rồi phát triển thành thể tứ bội.
3. Trong nguyên phân của tế bào xôma, sự không phân li có thể dẫn đến bộ phận đa bội trên cơ thể lưỡng bội, tạo nên thể khảm đa bội.
4. Trong giảm phân, bộ nhiễm sắc thể đã nhân đôi nhưng không phân li tạo nên giao tử 2n. tạo thành thể tứ bội (4n).

Hình 12: Giảm phân mà lại không giảm nhiễm dẫn đến hợp tử tứ bội.

- Cơ chế phát sinh dị đa bội thường do lai xa (lai hai sinh vật khác loài), có thể tạo ra con lai mang 2 bộ nhiễm sắc thể đơn bội của 2 loài, sau đó con lai này được đa bội hóa thành thể song lưỡng bội: 2n1 × 2n2 → (n1 + n2) - đa bội hoá → 2(n1 + n2), như cải bắp lai cải củ.

### Vai trò
- Nhiều cây trồng phổ biến hiện nay là thể đa bội: chuối (3n = 27), dâu tây (8n = 56), lúa mì (6n = 42), khoai tây (4n = 48), khoai sọ (3n = 42) v.v. Tế bào thể đa bội có hàm lượng DNA tăng gấp bội, nên sinh tổng hợp mạnh, lượng vật chất nhiều, làm tế bào lớn hơn bình thường, do đó cơ quan sinh dưỡng (rễ, thân, lá) to, cây thường phát triển khoẻ và chống chịu tốt.[2],[3]
- Đa bội hoá tự nhiên đã dẫn đến sự hình thành nhiều loài mới, theo phương thức gọi là hình thành loài cùng khu. Phương thức này rất phổ biến ở nhóm cây dương xỉ và cây có hoa (xem Hibiscus rosa-sinensis).[1]
- Thể đa bội chẵn và dị đa bội là nguyên liệu quan trọng cho chọn giống. Thể đa bội lẻ ở thực vật hầu như không có khả năng sinh giao tử bình thường nên có thể cho quả không hạt, được nhiều người ưa chuộng.